# 山阳街道
山阳街道，原为城东街道，是中华人民共和国江苏省淮安市淮安区下辖的一个街道办事处。
2016年1月11日，江苏省人民政府批复同意撤销城东乡，设立城东街道。以原城东乡的童嘴、罗伶、徐刘、赵徐、楚东、黄土桥、张巷、高港、南窑9个村委会区域为城东街道行政区域，城东街道办事处驻华西路22号。
2018年7月撤销城东街道、席桥镇、季桥镇，设立山阳街道。以原城东街道、席桥镇、季桥镇所辖区域为山阳街道行政区域，山阳街道办事处驻农中居委会境内，办公地址为同心路19号。。区划代码改为320803004。行政区划调整后，山阳街道行政区域面积115.21平方公里，人口10.18万人，管理30个村委会、3个居委会。

## 行政区划
山阳街道下辖以下村级行政区划单位：
童嘴社区、张巷社区、高港社区、罗伶社区、徐刘社区、赵徐社区、楚东社区、南窑社区和黄土桥社区。